# マリオ・ミラノ
マリオ・ミラノ（Mario Milano、本名：Mario Bulfone、1935年5月15日 - 2016年12月9日）は、イタリア・トリエステ出身のプロレスラー。
アメリカ合衆国およびオーストラリアを主戦場に活動し、日本にも全日本プロレスの常連中堅外国人選手として何度となく来日した。

## 来歴
少年期に家族で南米のベネズエラに移住し、学生時代はレスリングの選手となって活躍。在学中にブラジル出身のプロレスラーであるヘニー・ハワードにスカウトされ、1953年にベネズエラの首都カラカスにて10代でデビュー。ブラック・ディアブロ（Black Diablo）なる覆面レスラーとしても活動していた。
1962年に渡米し、初期はマリオ・ラ・パンテラ（Mario La Pantera）、後にマリオ・ミラノ（Mario Milano）のリングネームで活動。テネシーのNWAミッドアメリカ地区（後のCWA）を主戦場に、甘いマスクと肉体美を持つイタリア人ベビーフェイスとして、同地区のヒーローだったジャッキー・ファーゴともタッグを組んだ。1965年から1966年にかけてはレン・ロッシーをパートナーに、ヒロ・マツダ&カンジ・イノキやトージョー・ヤマモトらのチームを破りミッドアメリカ版のNWA南部タッグ王座を再三獲得している。
1960年代後半よりオーストラリア（ジム・バーネットが主宰していたワールド・チャンピオンシップ・レスリング）を活動拠点とし、1967年9月8日にはキラー・コワルスキーからフラッグシップ・タイトルのIWA世界ヘビー級王座を奪取。以降もバロン・シクルナやザ・スポイラーを破り、通算4回に渡って戴冠した。IWA世界タッグ王座も同じイタリア出身のドミニク・デヌーチらをパートナーに、コワルスキー&ビル・ミラーやスカル・マーフィー&ブルート・バーナードなどの強豪チームを下して再三獲得している。
アメリカ本土での活動も続け、1970年にはニューヨークのWWWFに参戦して、ジョニー・ロッズ、ルー・アルバーノ、プロフェッサー・タナカ、アーニー・ラッド、イワン・コロフ、エリック・ザ・レッド、ウィリー・ファーカスらヒール勢と対戦。ゴリラ・モンスーンやビクター・リベラ、チーフ・ジェイ・ストロンボーともタッグを組み、ジートとベポのザ・モンゴルズが保持していたWWWFインターナショナル・タッグ王座にも挑戦した。
1970年代もオーストラリアを主戦場に、1974年5月19日にはIWA世界ヘビー級王座の後継タイトルであるNWA豪亜ヘビー級王座をワルドー・フォン・エリックから奪取。以降、1978年にワールド・チャンピオンシップ・レスリングが活動を停止するまで、豪州マットのスターとして活躍。1986年に引退してからも、オーストラリアに居住していた。
2016年12月9日、ビクトリア州メルボルンにおいて81歳で死去。

### 日本での活躍
1968年5月、日本プロレスに初来日。6月17日に宮城県スポーツセンターにてカリプス・ハリケーンと組み、BI砲のインターナショナル・タッグ王座に挑戦した。再来日時の1969年8月9日には愛知県体育館にて大木金太郎のアジアヘビー級王座に、8月14日には広島県立体育館にてディック・ザ・ブルーザーと組んでアントニオ猪木&吉村道明のアジアタッグ王座に、それぞれ挑戦している。3度目の来日となる1972年1月15日には徳山において、大木のアジアヘビー級王座に再挑戦した。
1972年10月、国際プロレスに参戦。グレート草津と金網デスマッチで2回対戦し、国際に友情参戦していた全日本プロレスのジャイアント馬場とのシングルマッチも行われた（オーストラリアでもタッグを組んでいたレッド・バスチェンとのコンビで馬場&草津組とも対戦している）。
1975年1月、覆面レスラーの "海賊仮面" ザ・バラクーダ（The Barracuda）に変身して全日本プロレスに初参加。1月4日に後楽園ホールにおいて、ザ・デストロイヤーの『覆面十番勝負』第4戦の相手を務めた。1976年4月開幕の『第4回チャンピオン・カーニバル』にもザ・バラクーダのギミックで出場、公式リーグ戦でジャンボ鶴田を相手に時間切れ引き分けに持ち込むなど、優勝戦線を撹乱した。
試合巧者の大型選手としてジャイアント馬場に見込まれ、以降は素顔のマリオ・ミラノに戻って全日本プロレスの常連中堅外国人レスラーとなり、1977年6月の来日時にはメヒコ・グランデと組んで天龍源一郎の日本デビュー戦の相手を務めた（天龍のパートナーは馬場）。1979年3月開幕の『第7回チャンピオン・カーニバル』にも素顔で出場したが、第4回大会のような活躍は果たせなかった。
1985年5月の『激震! サンダーウォーズ』では、6月2日の後楽園ホール大会におけるタイガー・ジェット・シンと組んでの馬場&石川敬士とのタッグマッチにおいて、石川が放ったトップロープからのギロチン・ドロップを受けて失神、担架で運ばれた。このアクシデントに対し、悪乗りした一部の観客が「死んじゃった」コールを行い、それが会場全体に広まった様子がテレビ中継で放送された。各マスコミは観客のマナーの悪さを批判し、無名時代にオーストラリアでミラノの胸を借りたことのあるシンも、大先輩ミラノへの不謹慎なコールの内容を知って激怒したという。当時のミラノはキャリア晩年であり、これが最後の来日となった（全日本プロレスには7回、日本マットには通算11回来日）。

## 得意技
- ジャンピング・パイルドライバー[4]
  - 相手の脳天をマットに食い込ませる通常型ではなく、バディ・オースチン式に相手のタイツを掴み、そのまま前方にジャンプして顔面をマットに叩き付けるフェイス・バスター系のパイルドライバーを使用。
- アトミック・ドロップ
- アブドミナル・ストレッチ

## 獲得タイトル
NWAミッドアメリカ
- NWA世界タッグ王座（ミッドアメリカ版）：1回（w / ジャッキー・ファーゴ）[22]
- NWA南部タッグ王座（ミッドアメリカ版）：7回（w / ジャッキー・ファーゴ×2、レン・ロッシー×5）[6]

ワールド・チャンピオンシップ・レスリング
- IWA世界ヘビー級王座（オーストラリア版）：4回[7]
- IWA世界タッグ王座（オーストラリア版）：10回（w / レッド・バスチェン×3、ビリー・ホワイト・ウルフ、アントニオ・プリエーゼ、ドミニク・デヌーチ、ザ・スポイラー、ワルドー・フォン・エリック、スパイロス・アリオン、マーク・ルーイン）[8]
- NWA豪亜ヘビー級王座：1回[11]
- NWA豪亜タッグ王座：2回（w / バグジー・マグロー、ラリー・オーディ）[23]